# Maribel
Maribel és una població dels Estats Units a l'estat de Wisconsin. Segons el cens del 2000 tenia 264 habitants.

## Demografia
Segons el cens del 2000, Maribel tenia 264 habitants, 99 habitatges, i 72 famílies. La densitat de població era de 87,1 habitants per km².
Dels 99 habitatges en un 40,4% hi vivien nens de menys de 18 anys, en un 62,6% hi vivien parelles casades, en un 9,1% dones solteres, i en un 26,3% no eren unitats familiars. En el 23,2% dels habitatges hi vivien persones soles el 16,2% de les quals corresponia a persones de 65 anys o més que vivien soles. El nombre mitjà de persones vivint en cada habitatge era de 2,67 i el nombre mitjà de persones que vivien en cada família era de 3,04.
Per edats la població es repartia de la següent manera: un 29,9% tenia menys de 18 anys, un 5,3% entre 18 i 24, un 31,4% entre 25 i 44, un 20,5% de 45 a 60 i un 12,9% 65 anys o més.
L'edat mediana era de 36 anys. Per cada 100 dones de 18 o més anys hi havia 81,4 homes.
La renda mediana per habitatge era de 45.938 $ i la renda mediana per família de 52.679 $. Els homes tenien una renda mediana de 36.375 $ mentre que les dones 23.036 $. La renda per capita de la població era de 17.177 $. Aproximadament el 4,8% de les famílies i el 7% de la població estaven per davall del llindar de pobresa.

## Poblacions més properes
El següent diagrama mostra les poblacions més properes.